# 龐克蜘蛛人
龐克蜘蛛人（英語：Spider-Punk），本名霍巴特·布朗，是漫威漫畫中的虛構漫畫角色，由丹·斯洛特和奧利維爾·科佩爾共同創作。龐克蜘蛛人首次登場於《驚奇蜘蛛人》第10期（2015年1月）。

## 人物
在漫威多元宇宙中的138號宇宙，該宇宙的初代「潛行者」霍比·布朗（Hobie Brown）的另一個版本霍巴特·布朗（Hobart Brown）是一個無家可歸的少年，某天被藏於諾曼·奧斯朋傾倒的一堆有毒廢料中的一隻輻射蜘蛛咬傷後便獲得了蜘蛛般的超能力。霍巴特其後受喜愛的龐克搖滾啟發成為了一位名叫“龐克蜘蛛人”的超級英雄並帶領受壓迫的紐約市的市民對抗諾曼和其所率領的V.E.N.O.M.部隊。

## 其他媒體

### 動畫
- 《終極蜘蛛人》（2016年）：由德雷克·貝爾配音[1]。

### 電影
- 蜘蛛宇宙系列：由丹尼爾·卡盧亞配音。
  - 《蜘蛛人：穿越新宇宙》（2023年）[2]
  - 《蜘蛛人：超越新宇宙》（2027年）[3]
  - 《龐克蜘蛛人》（待定）[4][5][6]

### 遊戲
- 《蜘蛛人：飛越無限（英语：Spider-Man Unlimited (video game)）》：龐克蜘蛛人是玩家可使用角色之一[7]。
- 《蜘蛛人》：龐克蜘蛛服是可替換的蜘蛛戰衣之一[8]。
- 《漫威神威戰隊》：龐克蜘蛛人是玩家可使用角色之一[9]。

## 外部連結
- 龐克蜘蛛人 （页面存档备份，存于） 超級英雄數據庫
- 龐克蜘蛛人 （页面存档备份，存于）  Marvel.com
- 龐克蜘蛛人 （页面存档备份，存于） 漫威维基百科